# Maison du Barry
Pour les articles homonymes, voir Dubarry et Barry.
La maison du Barry est un ancien hôtel, se situant en France dans la commune de Lévignac, dans la Haute-Garonne.

## Histoire
Le bâtiment fut construit au XVIIIe siècle par la famille du Barry, comporte deux étages et au XIXe siècle, deux ailes latérales furent construites.
C'est aujourd'hui une propriété privée qui a obtenu le titre de monument historique en 1980.

## Description
Construite en briques, la demeure est typique de l'art toulousain.

## Galerie

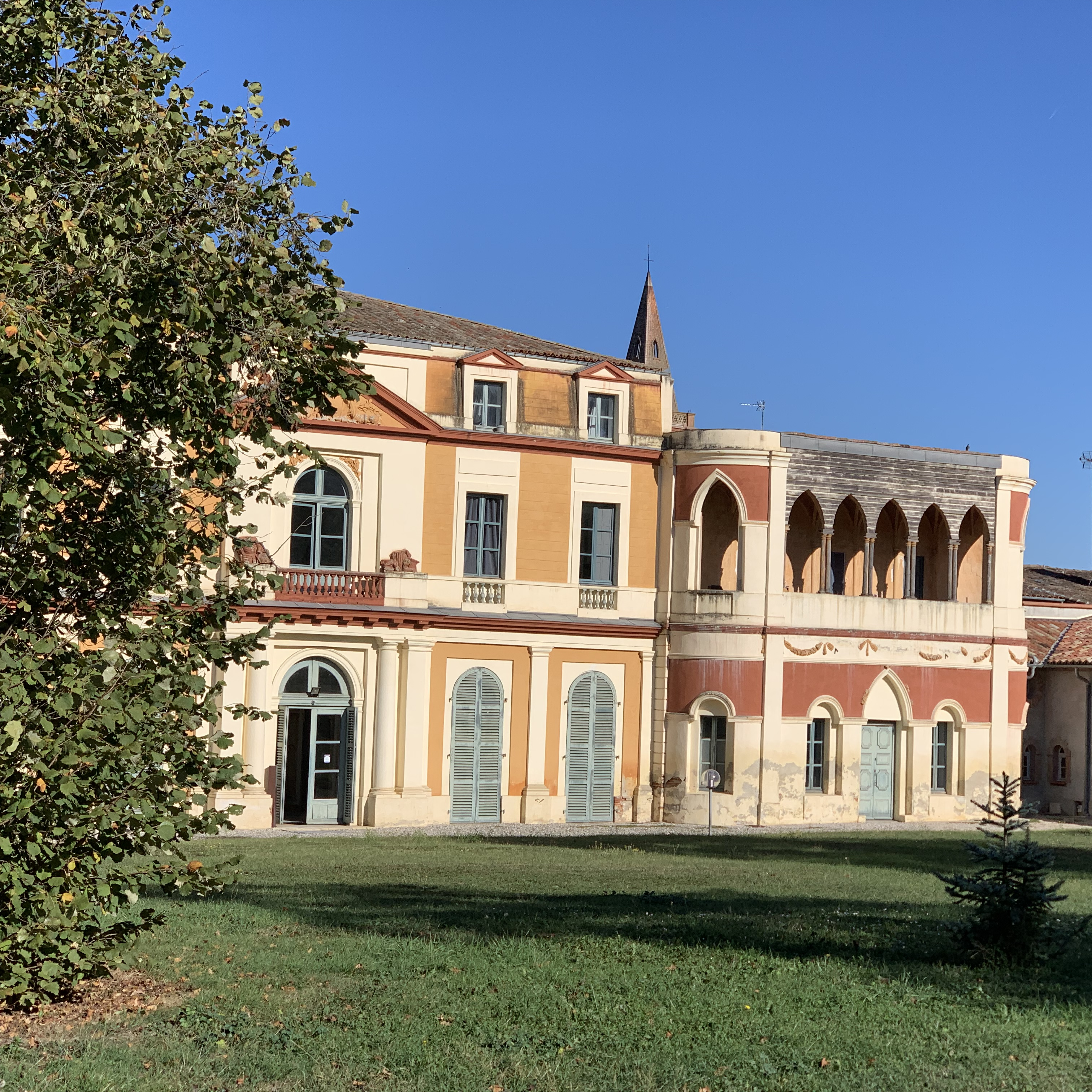
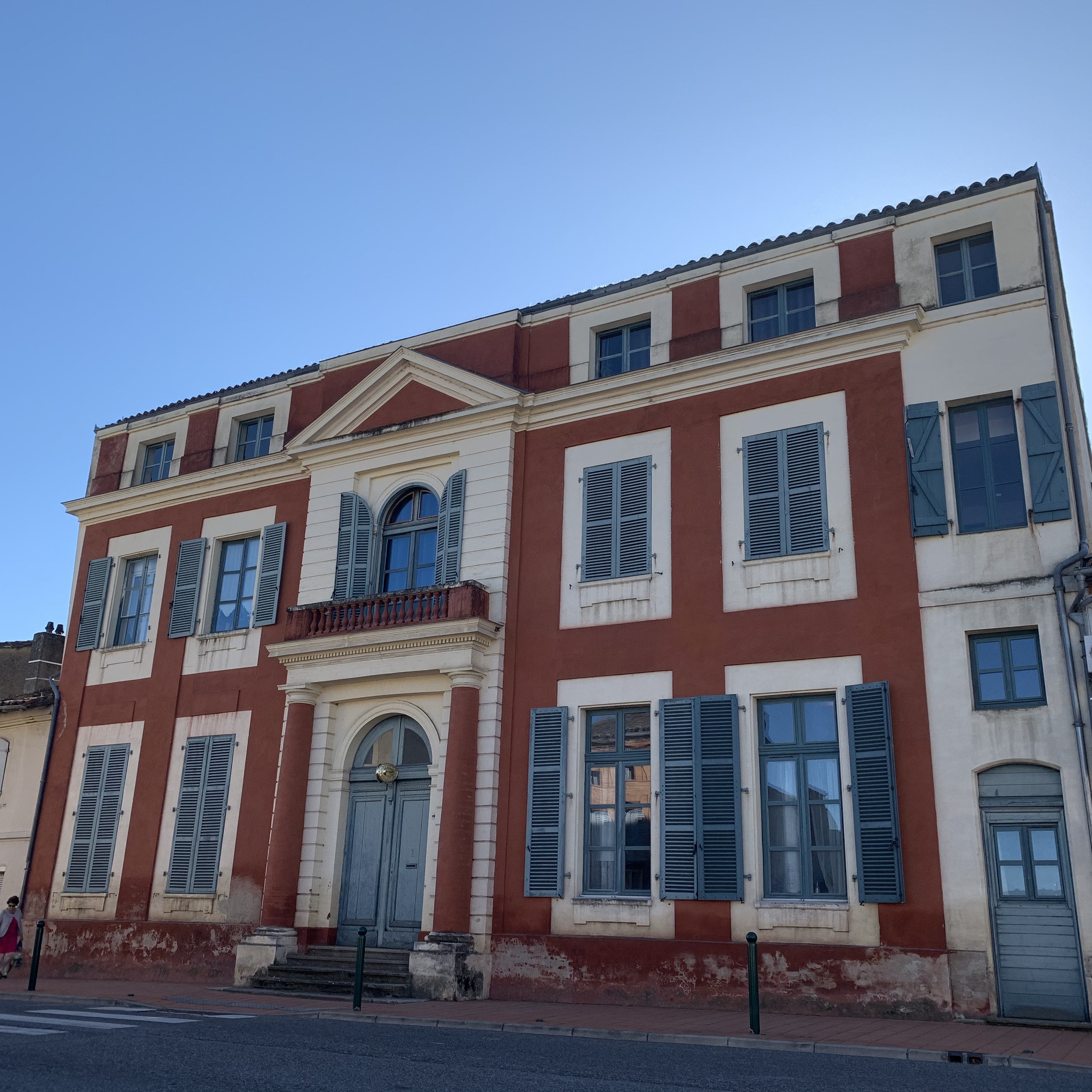
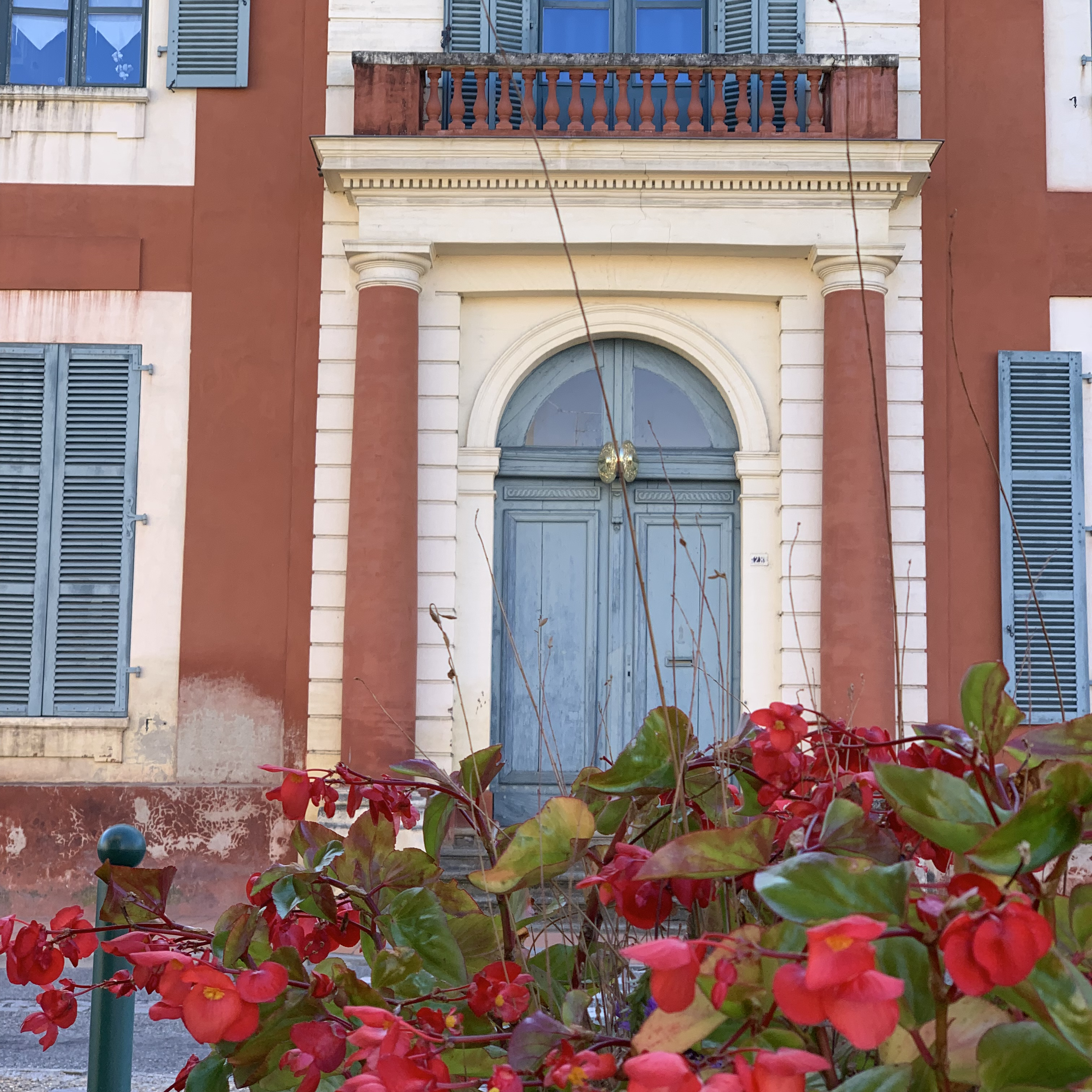